# Andréanne Morin
Andréanne Morin (Quebec, 9 de agosto de 1981) es una deportista canadiense que compitió en remo.
Participó en tres Juegos Olímpicos de Verano, obteniendo una medalla de plata en Londres 2012, en la prueba de ocho con timonel, el séptimo lugar en Atenas 2004 y el cuarto en Pekín 2008, también en el ocho con timonel.
Ganó tres medallas en el Campeonato Mundial de Remo entre los años 2003 y 2011.

## Palmarés internacional
| Juegos Olímpicos   | Juegos Olímpicos          | Juegos Olímpicos  | Juegos Olímpicos |
| Año                | Lugar                     | Medalla           | Prueba           |
| ------------------ | ------------------------- | ----------------- | ---------------- |
| 2012               | Londres (Reino Unido)     | Medalla de plata  | Ocho con timonel |
| Campeonato Mundial |                           |                   |                  |
| Año                | Lugar                     | Medalla           | Prueba           |
| 2003               | Milán (Italia)            | Medalla de bronce | Ocho con timonel |
| 2010               | Cambridge (Nueva Zelanda) | Medalla de plata  | Ocho con timonel |
| 2011               | Bled (Eslovenia)          | Medalla de plata  | Ocho con timonel |